# Nam Hùng (xã)
Nam Hùng là một xã thuộc huyện Nam Trực, tỉnh Nam Định, Việt Nam.

## Hành chính
Nam Hùng gồm 8 thôn: thôn Phố Cầu Chanh, thôn Tây Cổ Gia, thôn Đông Cổ Gia, thôn Cổ Tung, thôn Điện An, thôn Thụ Tung, thôn Rục Kiều,thôn Phố Cầu
Ngày trước, thôn Nghĩa Kế là một thôn,Từ cuối năm 2022, tách thôn Cổ Gia thành 2 thôn Tây Cổ Gia và Đông Cổ Gia, Tách toàn bộ diện tích xóm Rục Kiều từ thôn Đông Cổ Gia, thành lập thôn Rục Kiều. Sáp nhập thôn Nghĩa Kế,xóm Trên Làng,Vượt Đông và Xuân Lôi vào thôn Đông Cổ Gia.Sáp nhập xóm Đông Nam,xóm Nam,xóm May và Làng Tạo vào thôn Tây Cổ Gia.Tách phần bên phía Đông của Sông Châu Thành của thôn Phố Cầu Chanh,thành lập thôn Phố Cầu gồm 3 Khu Dân Cư:Đông Gốc Đa,Tây Gốc Đa,Khu Đông Cầu.